# وادي إسكار

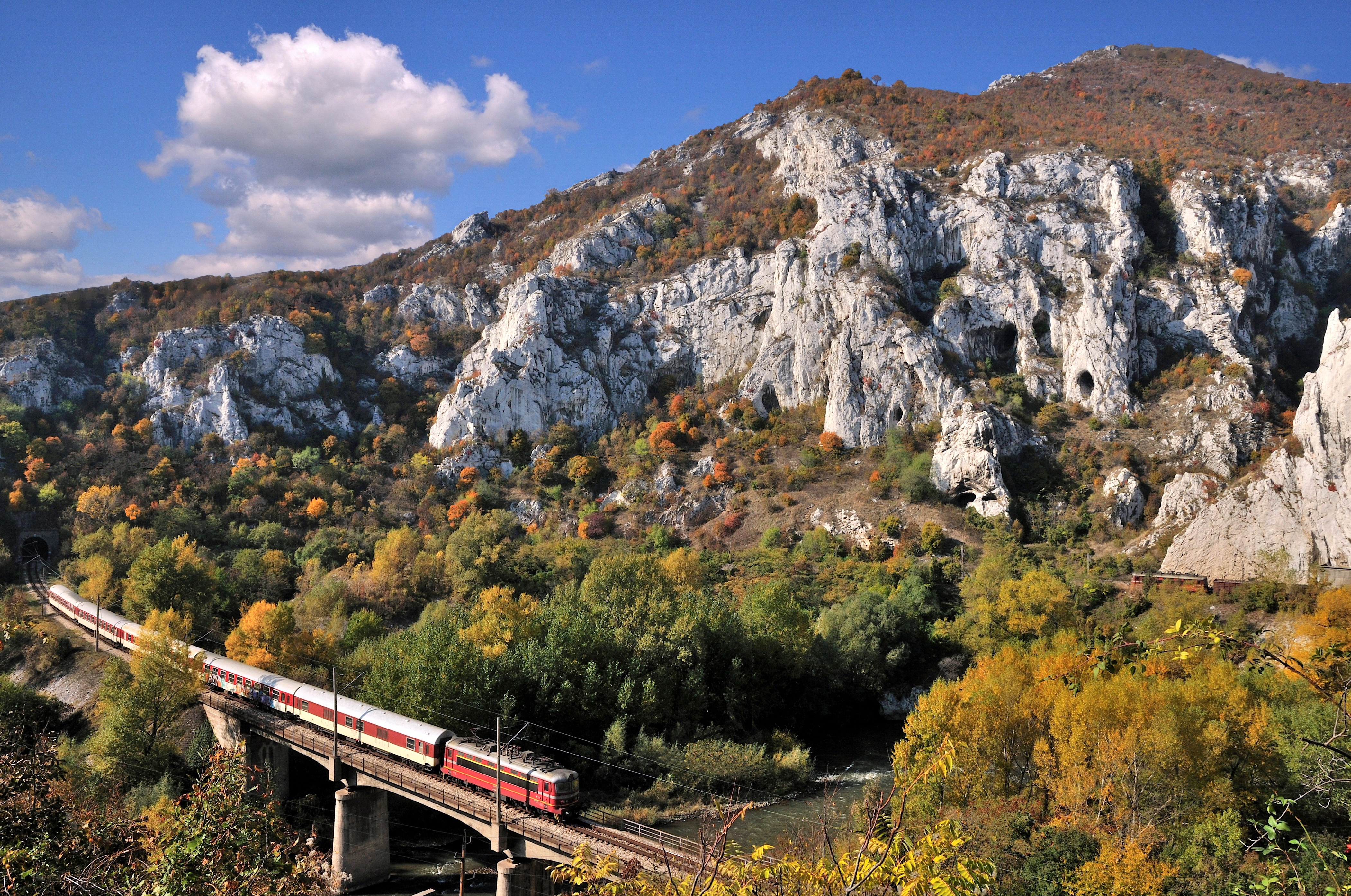
وادي إسكار

يبلغ طول وادي إسكار 70 كيلومتر (43 ميل)، يمر عبر جبال البلقان (ستارا بلانينا) في بلغاريا. وهو الممر الرئيسي الذي يقطع البلقان، حيث يعبر شمال بلغاريا في خط متين. يربط الممر العاصمة صوفيا بالمدن الكبرى الأخرى في البلاد، مثل ميزدرا. يوجد طريق وخط سكة حديد عبر الممر يتبع مجرى نهر إسكر.
جدران الوادي مكوّنة من الحجر الجيري والحجر الرملي، نحتها نهر إسكر على مدى آلاف السنين، ما أدى إلى ظهور صخور وأبراج وعرة في جميع الأنحاء. في وقت من الأوقات، كان طول هذه الجدران يبلغ حوالي 300 متر (980 قدم).

## روابط خارجية
- خريطة للمشي لمسافات طويلة في منطقة وادي نهر إسكار